# 异鹫
异鹫科（學名：Teratornithidae）又称畸鸟科，是漸新世至更新世北美洲及南美洲中非常巨大的猛禽。牠們與美洲鹫科是近親，但卻自立為一科。

## 分類
畸鳥現時已知有6屬7個物種：
- 异鹫屬（Teratornis）
  - 梅氏异鹫 Teratornis merriami[2]：現時所知最詳細的物種。至今已發現超過100個標本，大部份都是來自拉布雷亞瀝青坑。牠們站立時高 75（30英寸），估計翼展 3.5至3.8（11至12英尺），重約 15（33英磅），只比現今的禿鷹大些許。牠們約於1萬年前的更新世晚期滅絕。
  - 伍德本异鹫 Teratornis woodburnensis[3]：最早發現棲息於拉布雷亞瀝青坑北方的物種，標本發現於奧勒岡州伍德本的軍團公園（Legion Park），發現部位包括肱骨、部分顱骨、嘴喙、胸骨和脊椎骨，估計翼展超過 4（13英尺）。生存年代為 11,000 - 12,000 年前的更新世晚期。同一地層中還有乳齒象、地懶、神鷲的化石。

- 无朋风神鹫 Aiolornis incredibilis：在內華達州及加利福尼亞州發現，已知的只有幾塊翼骨及部份鳥喙。牠們明顯與异鹫相似，但體型大40%，重達23公斤，翼展5.5米。遺骸可以追溯至上新世至更新世晚期，由於橫跨時期甚廣，有懷疑是否來自同一物種。

- 纤细清道鹫 Cathartornis gracilis：只有一對腳骨的物種。與异鹫属對比，其遺骸稀為短及幼，可見較為靈活。

- 壮丽阿根廷鹫（Argentavis magnificens）：是從阿根廷發現的部份骨骼，是已知最大的懂飛鳥，也是最古老的异鹫，可追溯至600-800萬年前的中新世晚期。估計其翼展長達6-8米，重達80公斤。

- 坎贝尔陶巴特鹫 Taubatornis campbelli ：目前所知最古老的异鹫科物種，發現於漸新世晚期至中新世早期的巴西陶巴特盆地的陶巴特地層組[4]

- 奥尔森奥斯卡鹫 Oscaravis olsoni：來自更新世的古巴，但其親緣不明，甚至可能不是异鹫。另外在厄瓜多爾西南部也有未描述的化石。[5]

## 特徵及生態
雖然畸鳥如此巨大，但很少懷疑牠們是否真的能飛。在阿根廷鹫的翼骨上有廓羽的可見痕跡，這推倒了以往認為禿鷹、天鵝及鴇要限制其體型來飛行的想法。阿根廷鹫雙翼荷載就其體型相對較少，只比火雞稍大。只要有足夠的風力，牠們就像信天翁般只要張開雙翼就能夠滑翔。於中新世的南美洲，因安地斯山脈仍正在形成，可能吹著強烈及穩定的西風。
异鹫属的成员較為細小，只要簡單一跳及拍動雙翼幾下就可以起飛。牠們的指骨融合度與現今鳥類一樣，示指部份演化成一個很闊的架子。翼長的估計各有不同，但相信實際的長度應接近上限。
傳統上認為畸鳥是食腐動物，因為牠們有很多地方像禿鷹。不過，長的鳥喙及張口的闊度比較像鷹及其他猛禽的喙。异鹫很有可能是將整隻獵物吞入肚內。阿根廷鹫就可以吞下野兔大小的動物。雖然阿根廷鹫無疑是食腐動物，但也有可能是主動的掠食者。异鹫的腳較舊大陸禿鷲的長及強壯，估計可以從地上抓住獵物，並將之帶到其巢內。由於异鹫並非習慣性的食腐動物，故牠們的頭部可能也有羽毛。
异鹫每胎可能只有1-2隻蛋。雛鳥須被照顧超過半年的時間，要幾年時間成長才能達至性成熟。

## 神秘生物
一些神秘生物學家認為异鹫可能就是在美國德克薩斯州及伊利諾州所傳說的雷鳥。

## 外部連結
- Vulture Territory Facts and Characteristics: Teratorns（页面存档备份，存于）